# Бумбокс

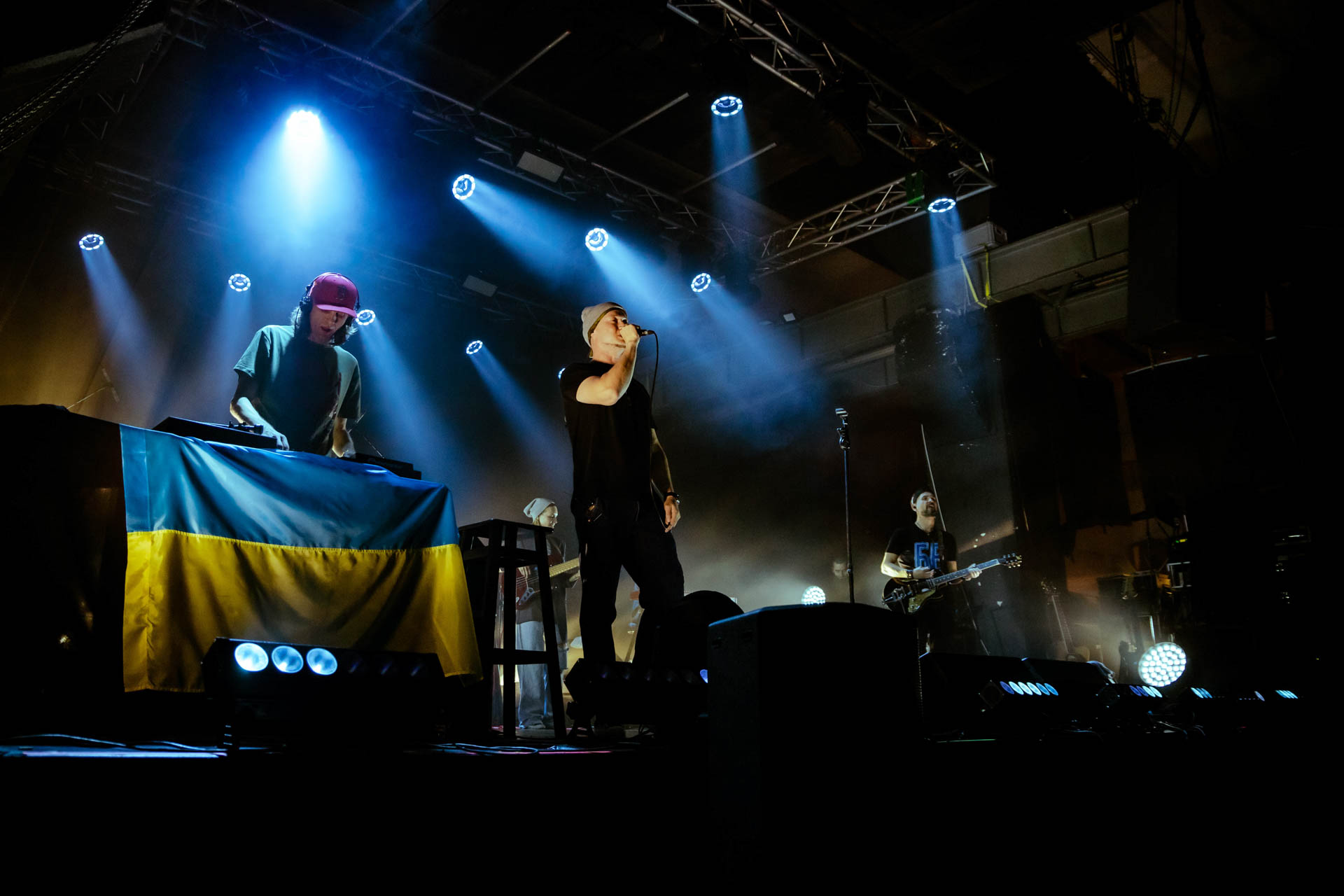
BoomBox 2022 Poland

«Бумбо́кс» — український гурт, що грає в жанрах: рок, хіп-хоп і фанкі-ґрув. Створений 2004 року в Києві вокалістом Андрієм Хливнюком, гітаристом Андрієм Самойлом («Мухою») та Валентином Матіюком (Dj Валіком). Гурт входить до асоціації незалежних музикантів «Вдох».

## Історія
Гурт заснований влітку 2004 року. У квітні 2005 року вийшов дебютний альбом гурту «Меломанія», що був записаний на студії «Fuck!SubmarinStudio» у рекордно короткі терміни — всього за 19 годин, або три студійні зміни. У червні 2006 року на лейблі Moon Records вийшла друга платівка «Бумбоксу» — «Family Бізнес», що швидко здобула статус «золотої» в Україні (було продано понад 100 тисяч примірників диску).
Влітку 2007 року композиція «Вахтерам» потрапила в радіоефіри найбільших радіостанцій Росії, а дещо пізніше композиція «Та4то» опинилася в ротації московських радіостанцій, після чого гурт Бумбокс став популярний у сусідній країні. 19 вересня Moon Records випустила сингл Бумбоксу — «Тримай». Узимку 2009 року було презентовано новий кліп на пісню «Наодинці», який водночас є трейлером до українського художнього фільму «Відторгнення» режисера Володимира Лерта.
У червні 2010 року вийшов неномерний альбом «Все включено», пісні з якого мають звучання, стилізоване під рок-н-рол. До альбому увійшли лише дві нові пісні, а також кавер-версії на пісні «Звезды не ездят в метро» (записані на прохання відомого російського рок-гурту «Машина времени») та «Летний дождь» (Ігоря Талькова).
З 9 по 20 лютого 2011 року гурт «Бумбокс» відвідав Америку, де провів концертний тур містами США і Канади. Загалом відбулося 8 виступів.
10 листопада 2011 року «Бумбокс» презентували четвертий студійний альбом «Середній вік». В Україні диск вийшов на лейблі Lavina music.
Улітку 2012 року до гурту Бумбокс звернулося Перше Музичне Видавництво з пропозицією взяти участь у концерті-триб'юті «Міхея та Джуманджі». Бумбокс зробив кавер-версію пісні Міхея — «Для тебя». В серпні пісня була записана на київській студії «З ранку до ночі». Крім «Бумбокс», участь в записі композиції взяли Дмитро Шуров із гурту Pianoбой та Фагот і Фоззі з гурту «Танок на майдані Конґо». Звукорежисером виступив Максим Топчій, тоді ж був знятий і кліп.
Наприкінці березня 2013 року гурт Бумбокс спільно з Дмитром Шуровим відвідали з концертами Чехію та Німеччину.
16 травня цього ж року відбулася прем'єра кліпу на пісню «Nevertheless». Ця пісня стала саундтреком до української стрічки «Істальгія».
26 червня 2013 року на офіційному блозі гурту було повідомлено про завершення роботи над новим альбомом — називатися він буде «Термінал Б». У ньому будуть традиційні для Бумбоксу 11 треків. Пісні «Піддубний Микола» і «Дитина» виходили як сингли, решта абсолютно нові. Пісні українською та російською мовами, записані в студії «З ранку до ночі». Альбом вийшов у вересні; відразу після його виходу, Бумбокс вирушили в українську частину туру, який стартував 26 вересня концертом у Чернівцях. Також в рамках туру гурт відвідає 5 міст Німеччини. 16 вересня 2013 року новий альбом був викладений для прослуховування в інтернет-сервісі Яндекс.Музика, а наступного дня альбом також з'явився і в iTunes.
У грудні 2018 року з колективу пішов його співзасновник Андрій Самойло («Муха»). Згідно з офіційною заявою гурту, гітарист взяв творчу відпустку на один рік. Згодом його обов'язки почали виконувати одразу два музиканта: Олег Аджикаєв (гітарист та саундпродюсер, лідер гурту Checkpoint) і Дмитро Кувалин. Також колектив залишив бас-гітарист Денис Левченко. Його місце отримала Інна Невойт. До цього вона грала з одеським гуртом Cheshires та у джаз-бенді. Перший публічний виступ Інни Невойт разом із гуртом «Бумбокс» відбувся 5 червня 2019 року під час концерту у Києві.
Вокаліст гурту Андрій Хливнюк розповів, що зміни у складі були пов'язані із творчими конфліктами в колективі.
У 2019 році Тіна Кароль і «Бумбокс» заявили про випуск спільної пісні «Безодня», до якої також було відзнято кліп. Трохи раніше «ББ» вже радували меломанів спільними роботами із Сашею Чемеровим (The Gitas) та Джамалою. Пісня «Безодня» увійшла до сьомого студійного альбому гурту «Таємний код: Рубікон: Частина 1», який презентували слухачам 12 вересня 2019 року. Запис альбому відбувався на студіях в Україні, Франції та США.
На початку російського вторгнення в Україну, Хливнюк записав акапельну версію гімну Українських січових стрільців 1914 року «Ой у лузі червона калина» і опублікував її в Instagram. Згодом використаши цей семпл, гурт Pink Floyd записав кавер-версію пісні під назвою "Hey, Hey, Rise Up!" на підтримку України.
11 березня 2025 року Міністерство культури та стратегічних комунікацій України надало статус критично важливих для економіки та життєдіяльності населення популярним українським гуртам Без обмежень і Бумбокс.

## Склад
- Андрій Хливнюк — вокал, тексти
- Валентин «Валік» Матіюк — DJ, акустична гітара
- Олександр Люлякін — ударні
- Дмитро Кувалин — гітара
- Інна Невойт — бас-гітара
- Павло Литвиненко — клавішні
- Станіслав Гуренко — акустична гітара, відеорежисер, оператор

### Бумбокс Family

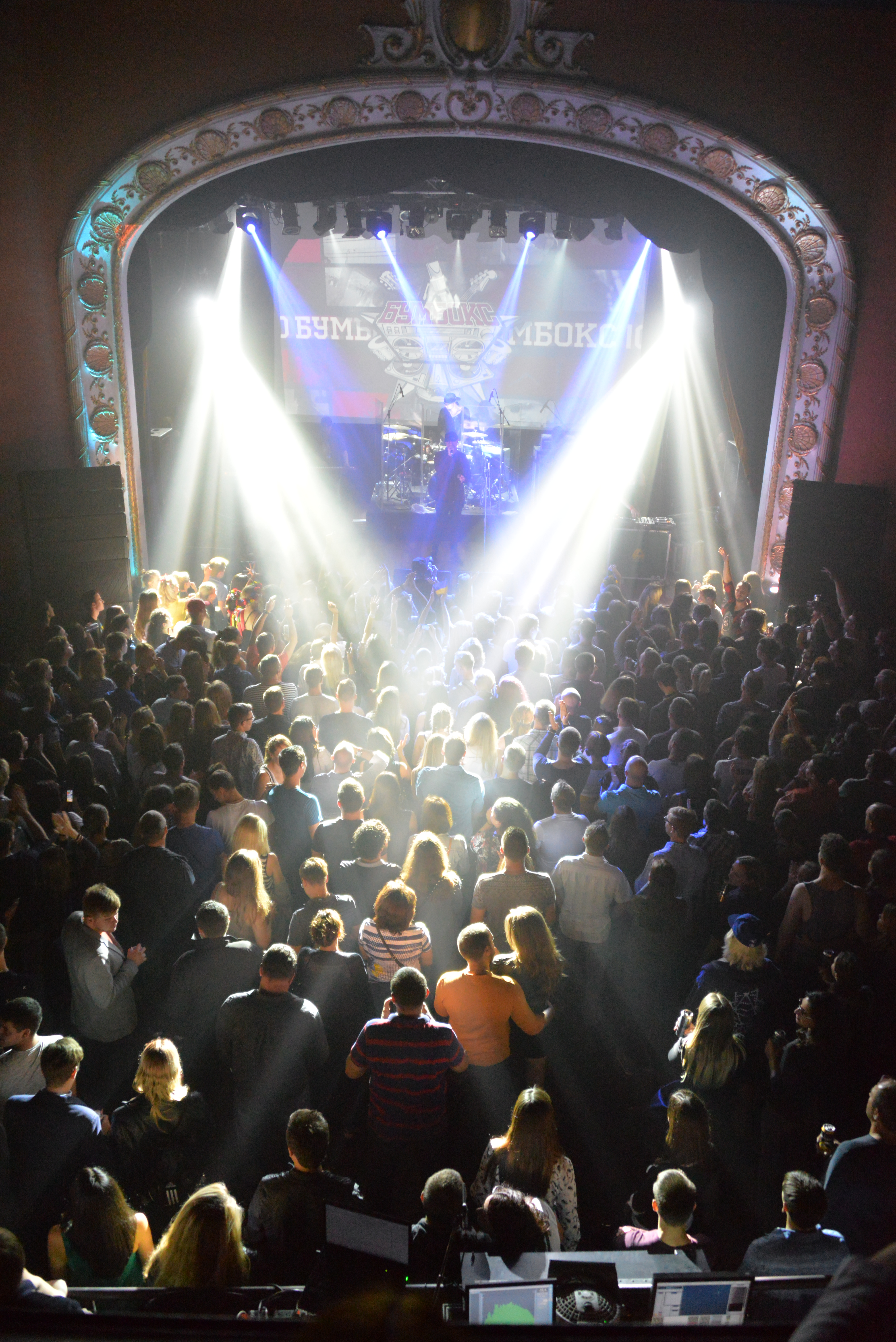
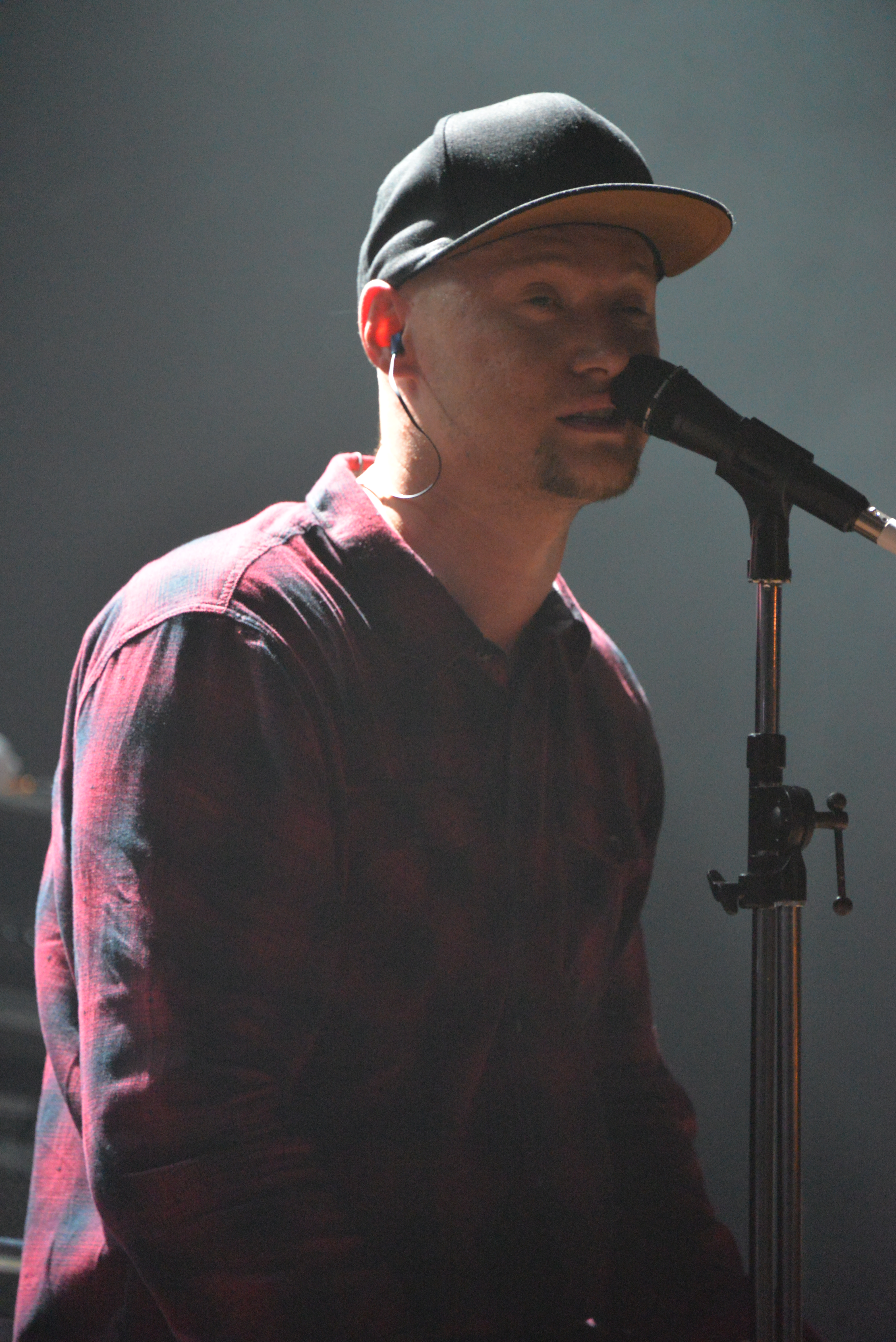
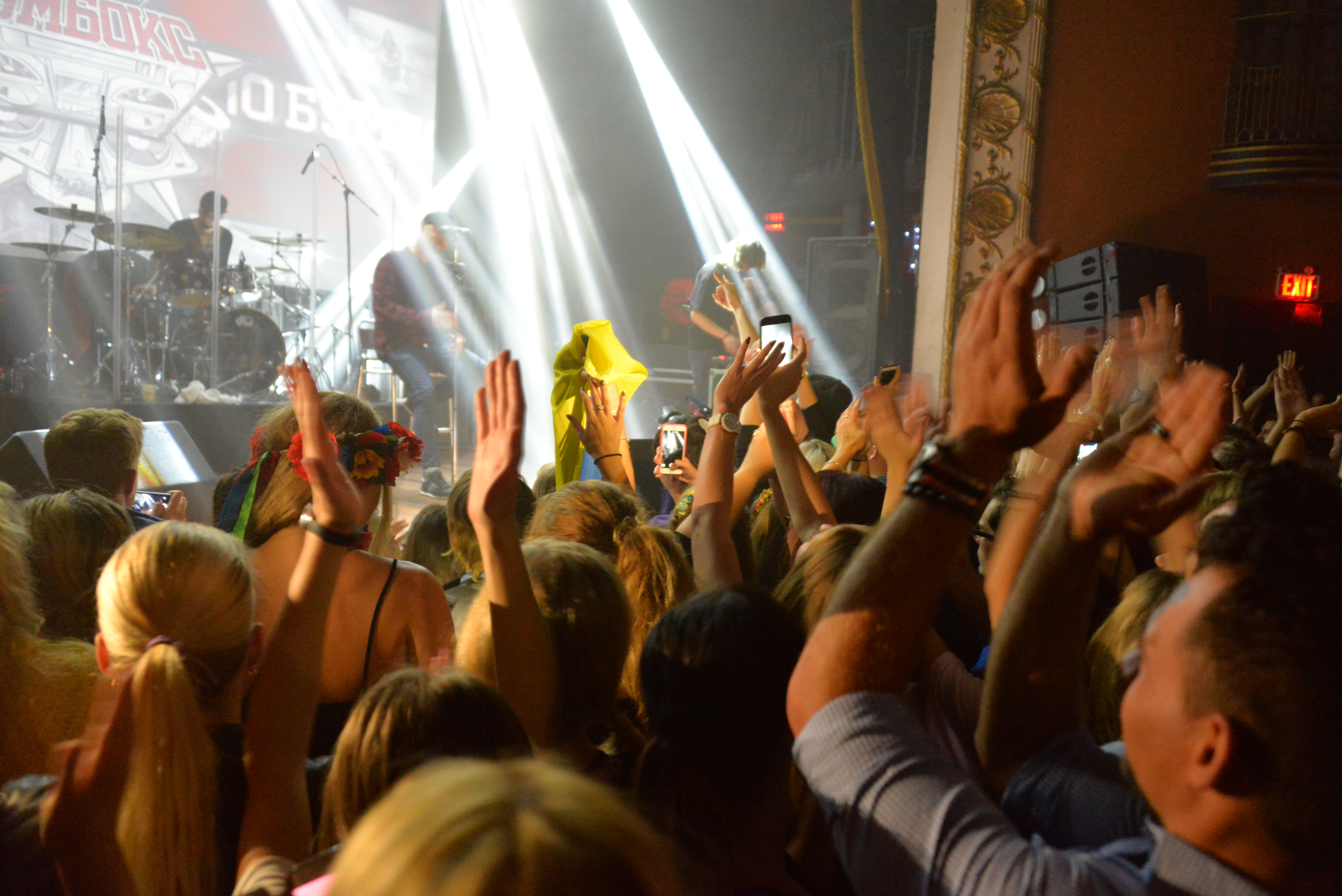

- Олексій Согомонов — продюсер
- Віталій Харенко — директор
- Володимир Ващенко — концертний директор
- Василь Титаренко  — звукорежисер
- Кирило «Космос» Виноградів — відеорежисер
- Tonique Lee Deejay — діджей (штатний діджей гурту ТНМК)

## Альбоми

### Студійні альбоми
- 2005 — Меломанія
- 2006 — Family Бізнес
- 2008 — III
- 2010 — Всё включено
- 2011 — Середній Вік
- 2013 — Термінал Б
- 2019 — Таємний код: Рубікон. Частина 1
- 2019 — Таємний код: Рубікон. Частина 2

### Міні-альбоми
- 2016 — Люди
- 2017 — Голий король

### Сингли
- 2007 — Тримай
- 2016 — максі-сингл Люди
- 2017 — Колишня
- 2017 — Болєльщик
- 2018 — Тримай
- 2018 — Твій на 100 %
- 2018 — Вечір у Ріо (із O.Torvald)
- 2019 — Безодня (із Тіною Кароль)[13]
- 2021 — Жаль (із Сашою Чемеровом)
- 2021 — Любила
- 2021 — Імперії впадуть
- 2023 — Правда
- 2024 — Фіртка

### Спільні альбоми
- 2009 — Бленди, мікси та інші музичні пародії — Tonique Le DeeJay

### Збірки
- 2010 — Краще

## Відеокліпи
| Рік  | Назва пісні                           | Режисер(и)                                      | Реліз                |  |
| ---- | ------------------------------------- | ----------------------------------------------- | -------------------- |  |
| 2005 | «Супер-пупер»                         | Віктор Придувалов                               | Меломанія            |  |
| 2005 | «E-mail»                              | Віктор Придувалов                               | Меломанія            |  |
| 2005 | «Бобік»                               | Олексій Кузіков                                 | Меломанія            |  |
| 2006 | «Ким ми були»                         | Віктор Придувалов                               | Family Бізнес        |  |
| 2006 | «Квіти в волоссі»                     | Віктор Придувалов                               | Family Бізнес        |  |
| 2007 | «Вахтёрам»                            | Віктор Придувалов                               | Family Бізнес        |  |
| 2007 | «Та4то»                               | Володимир Якименко                              | III                  |  |
| 2008 | «Поліна»                              | Володимир Якименко                              | III                  |  |
| 2008 | «Не знаю» (Бумбокс і Надин)           | Катя Царик                                      |                      |  |
| 2009 | «Концерти»                            | Олексій Кузіков                                 | III                  |  |
| 2009 | «Eva»                                 | Володимир Якименко                              | III                  |  |
| 2009 | «Наодинці»                            | Володимир Лерт                                  | III                  |  |
| 2010 | «Летний дождь»                        | Володимир Якименко                              | Всё включено         |  |
| 2010 | «Холода.нет»                          | Володимир Якименко                              | Всё включено         |  |
| 2010 | «Этажи» (Pianoбой і Бумбокс)          | Володимир Лерт                                  | Середній Вік         |  |
| 2011 | «За буйки»(«Сандали»)                 | Володимир Лерт                                  | Середній Вік         |  |
| 2011 | «Пошла вон»                           | Володимир Лерт                                  | Середній Вік         |  |
| 2012 | «Піддубний Микола»                    | Кадим Тарасов                                   | Термінал Б           |  |
| 2013 | «Для тебя» (Бумбокс, Pianoбой & ТНМК) | Володимир Якименко                              | Посвящение Михею     |  |
| 2013 | «Дитина»                              | Володимир Лерт                                  | Термінал Б           |  |
| 2013 | «Пепел»                               | Володимир Лерт                                  | Термінал Б           |  |
| 2014 | «Номер скрыт»                         | Володимир Лерт                                  | Термінал Б           |  |
| 2014 | «Ты одна»                             | Віктор Вілкс                                    | Термінал Б           |  |
| 2015 | «Выход»                               | Анна Копилова                                   | Люди                 |  |
| 2015 | «Люди»                                | Денис Дужник                                    | Люди                 |  |
| 2016 | «Рок-н-рол»                           | Денис Дужник                                    | Люди                 |  |
| 2017 | «Колишня»                             | Анна Копилова                                   | Голий Король         |  |
| 2017 | «Голий Король»                        | Денис Дужник                                    | Голий Король         |  |
| 2018 | «Вечір в Pio» (Бумбокс & O.Torvald)   | Микита Квасніков                                | Голий Король         |  |
| 2018 | «Тримай мене» (Бумбокс & The Gitas)   | Андрій Хливнюк, Саша Чемеров, Олексій Согомонов | Таємний код: Рубікон |  |
| 2019 | «Безодня» (Бумбокс & Тіна Кароль)     | Стас Гуренко                                    | Таємний код: Рубікон |  |
| 2019 | «ДШ»                                  | Стас Гуренко                                    | Таємний код: Рубікон |  |
| 2024 | «Фіртка»                              | ?                                               | ?                    |  |

## Відзнаки
| Рік  | Премія | Номінація                       | Результат | Примітка                                  |
| ---- | ------ | ------------------------------- | --------- | ----------------------------------------- |
| 2012 | YUNA   | Найкращий гурт (за 20 років)    | Номінація |                                           |
| 2012 | YUNA   | Найкращий альбом (за 20 років)  | Номінація | «Family Бізнес»                           |
| 2012 | YUNA   | Найкраща пісня (за 20 років)    | Номінація | «Вахтерам»                                |
| 2013 | YUNA   | Найкращий гурт                  | Перемога  |                                           |
| 2013 | YUNA   | Найкращий альбом                | Номінація | «Середній вік»                            |
| 2013 | YUNA   | Найкращий дует                  | Номінація | Океан Ельзи та Бумбокс «Це зі мною»       |
| 2014 | YUNA   | Найкращий гурт                  | Номінація |                                           |
| 2014 | YUNA   | Найкращий альбом                | Номінація | «Термінал Б»                              |
| 2016 | YUNA   | Подія року                      | Номінація | Концерт Бумбокс «10 років»                |
| 2017 | YUNA   | Найкращий рок-гурт              | Номінація |                                           |
| 2017 | YUNA   | Найкраще концертне шоу          | Номінація | Всеукраїнський тур гурту «Бумбокс» «Люди» |
| 2019 | YUNA   | За особливі досягнення в музиці | Перемога  |                                           |